# 공손씨
공손씨(公孫氏)는 중국의 성씨로, 복성이다. 고대의 요동(遼東)에서 활동한 호족 집안이며, 본래 공손찬 때부터 위나라의 조씨(曹氏)와 가까웠지만 이후 공손연 때에는 위나라에 대립하다 참수되어 세력이 약화되었다.